# عادل محمد
عادل محمد، لاعب كرة قدم إماراتي.
و قد كان يلعب مع منتخب الإمارات لكرة القدم.

## كأس الخليج 1998
و قد سجل هدف في مرمى منتخب البحرين لكرة القدم، وقد سجل هدف في مرمى منتخب عمان لكرة القدم.